# Leo Bazant-Hegemark
Leo Bazant-Hegemark (* 1945) ist ein österreichischer Altphilologe.

## Leben
Nach der Matura 1963 am Gymnasium Biondekgasse in Baden bei Wien studierte er klassische Philologie an der Universität Wien, wo er 1969 bei Rudolf Hanslik mit der Dissertation Aurelii Augustini liber ad Orosium contra Priscillianistas et Origenistas sermo adversus Iudaeos liber de haeresibus ad quodvultdeum. Text und textkritischer Apparat promoviert wurde. Er erwarb die Lehrämter Latein und Griechisch 1970. Er lehrte von 1971 bis 1973 in den USA an der St. Raphael School, dort erwarb er eine zusätzliche amerikanische Lehrqualifikation. Seit 1973 bis zu seinem Ruhestand lehrte er im öffentlichen Schulsystem – später auch Informatik – an der AHS in Österreich, seit 1981 am Gymnasium Biondekgasse. An der Hochschule Heiligenkreuz lehrte er Latein und Griechisch (1986–1988 und seit 2009). Allgemein beeideter und gerichtlich zertifizierter Sachverständiger für Übersetzung, Interpretation und Verwertung klassisch-antiker Texte ist er seit 1987.

## Schriften (Auswahl)
- Libellus Latinus, Pars I. Ed. Mensis, Wien 1995, ISBN 978-3-902238-01-6.
- Libellus Latinus, Pars II. Ed. Mensis, Wien 2001, ISBN 978-3-902238-01-6.
- Lateinisches Lesebuch (= Textus latini. Band 5). Ed. Mensis, Wien 2003, ISBN 3-902238-11-9.
- Ovid, Catull. Mittelalter. - Livius (= Textus latini. Band 6). Ed. Mensis, Wien 2004, ISBN 3-902238-06-2.
- Caesar, Cicero, Sallust, Ovid, Catull. Spätlatein, Mittelalter, Neulatein (= Textus latini. Band 7). Ed. Mensis, Wien 2004, ISBN 3-902238-12-7.
- Repetitorium formarum et vocabulorum. Ed. Mensis, Wien 2005, ISBN 3-902238-03-8.
- Tacitus, Plinius der Jüngere (= Textus latini. Band 8). Ed. Mensis, Wien 2006, ISBN 3-902238-10-0.
- Römische Realien. Begleitbuch der Oberstufe mit der Stoffsammlung für die Reifeprüfung. Ed. Mensis, Wien 2006, ISBN 3-902238-02-X.
- Vergil, Horaz, Philosophie (= Textus latini. Band 7). Ed. Mensis, Wien 2007, ISBN 3-902238-09-7.
- Römische Philosophie & Briefliteratur (= Textus latini. Band 8). Ed. Mensis, Wien 2007, ISBN 3-902238-13-5.
- Institutio Latina. Lehrbuch der lateinischen Sprache für Studierende der Theologie. Lehre – Repetitorium – Vokabular – Lektüre. Be & Be, Heiligenkreuz im Wienerwald 2015, ISBN 978-3-902694-76-8.